# Fettmännchen
Als Fettmännchen  wurden im Rheinland des 17. Jahrhunderts Achthellermünzen bezeichnet, wie sie von 1583 bis 1737 am Niederrhein geprägt wurden. Die erste Münze wurde ohne Wertbezeichnung 1583 bis um 1590 in Kleve, Kurköln und Aachen geprägt. Die Abtei Werden prägte sie ab 1613/14 in der Werkstatt des Münzmeisters Heinrich Wintgens in Mülheim an der Ruhr. 1647/48 folgte eine weitere recht umfangreiche Prägung. In Kurköln wurden die letzten eher sporadischen Fettmännchen 1726 geprägt. Den Tauschwert für Westfalen bestimmte 1766 Johann Friedrich Hähn mit einem halben Stüver.

## Name
Der Name „Fettmännchen“ wurde geprägt, um die Achthellermünzen von den „Magermännchen“ aus Groningen zu unterscheiden, den Vierhellermünzen. Andere Erklärungen, wie die fettigen Hände der Händler, ein dickleibiger Heiliger auf der Münze oder die volkstümliche Annahme, dass auch diese Münze nicht „fett“ im Sinne von „reich“ mache, dürften unzutreffend sein.